# Onchogamasus quasicurtipilus
Onchogamasus quasicurtipilus är en spindeldjursart som beskrevs av Lee 1970. Onchogamasus quasicurtipilus ingår i släktet Onchogamasus och familjen Ologamasidae. Inga underarter finns listade i Catalogue of Life.